# آبگار علی‌اکبر آرمانی
آبگرعلی اکبر آرمانی (انگلیسی: Abgar Ali Akbar Armani; Mid-17th century – After 2۷ ژانویه ۱۷۰۸) نویسنده بود. آبگر یک ارمنی در ایران دوره صفوی بود که در زمان شاه سلیمان اول (ح. ۱۶۶۶–۱۶۹۴) و شاه سلطان حسین (۱۶۹۴–۱۷۲۲) شکوفا شد. او که در اصل بازرگان بود، بعداً از مسیحیت به اسلام شیعه گروید و نام آبگرعلی اکبر آرمانی را به خود گرفت. با گذشت زمان، او از جامعه ارامنه دور شد و به‌طور فزاینده ای با اعضای روحانیون صفوی ارتباط برقرار کرد و بعدها با خانواده‌های آنها ازدواج کرد. او یک روایت تبدیلی به فارسی نوشت، اعتراف نامه (کتاب اعتراف)، که شاید به عنوان یک ابزار تبلیغی و برای انتشار در میان مسیحیان ارمنی تصور شد. به گفته آلبرتو تیبروچیو، این اثر «به عنوان نمونه نادری از شهادتی که از منظر یک مسلمان روایت شده و تبدیلی داوطلبانه را به تصویر می‌کشد».

## زندگی‌نامه
آنچه در مورد زندگی او کمتر شناخته شده است عمدتاً از اثر او، اعتراف نامه (کتاب اعتراف) استخراج شده است. او متولد آبگر، احتمالاً در جلفای نو، محله ارامنه‌نشین اصفهان بود و اوایل زندگی خود را به عنوان یک تاجر گذراند. او ممکن است یکی از اعضای خانواده بازرگان مشهور ولیجانیان ویا خانواده شهرمانیان بوده باشد، اگرچه احتمال دومی کمتر در نظر گرفته می‌شود. در حوالی سال ۱۶۷۳، در زمان شاه سلیمان اول صفوی، او از مسیحیت به‌مذهب اسلام (شیعه) گروید، تصمیمی که بنا به نوشته‌های او، از شواهد کتاب مقدس و همچنین مجموعه‌ای از رؤیاها الهام گرفته شده است. او در زمان تغییر دین با شهردار ارمنی (کلانتر) جلفای نو، به نام پیری که او نیز مسلمان بود، در تماس بود.
بنا بر گزارش‌ها، آرمانی پس ازاینکه به او لقب مرتد دادند از خانواده خود دور شد. سفر بعدی او به ونیز منجر به زندانی شدن او «به انتقام از اتهامات بدرفتاری با مسیحیان در ایران» شد، اما بعداً با دخالت برادرش آزاد شد. پس از آزادی، به شهرهای قسطنطنیه و بلگراد عثمانی سفر کرد و سپس از طریق شهرهای صفویه یعنی اریوان، تبریز و مشهد به اصفهان بازگشت.
معروف است که او با ازدواج‌های متعدد صاحب فرزندانی از همسران متفاوت شده است.پس از تغییر دین، او به‌طور فزاینده ای با علمای صفوی ارتباط برقرار کرد و با دختران آنها ازدواج کرد. همسر اول او که در سفر، با او ملاقات کرد دختر یک قاضی و اهل قسطنطنیه بود.‌به گفته آلبرتو تیبورسیو، او در قسطنطنیه تحت تعقیب قرار گرفت "به دلیل وفاداری خود به شیعیان به عنوان یک ایرانی. با این حال، به نظر می‌رسد که در آن زمان، آرمانی، حداقل در ابتدا پیرو اسلام شیعی نبود، اما در طول سفر خود هویتی شیعی پیدا کرده بود. در اواخر زندگی، روابط او با جامعه ارمنی به حدی بدتر شد که او هدف آزار و اذیت آنها قرار گرفت. تیبورسیو نوشت که در تلافی آزار و اذیت آن‌ها، آرمانی «ادعا می‌کند که در یک شبه آئینی نفرین کشیشان ارمنی شرکت داشته است که منجر به مرگ کشیشان شده است». آرمانی پس از ۲۷ ژانویه ۱۷۰۸ گمان می‌رود در اصفهان درگذشته است.

## کار
اعتراف نامه، در ۲۷ ژانویه ۱۷۰۸ در زمان سلطنت شاه سلطان حسین (ح. ۱۶۹۴–۱۷۲۲) تکمیل شد و کاملاً به زبان فارسی نوشته شد. از این روایت تبدیلی، تنها یک نسخه خطی، مشتمل بر ۷۳ برگه، باقی مانده و در دانشگاه تهران نگهداری می‌شود.به گفته تیبورسیو، اعتراف نامه، اگرچه به فارسی نوشته شده است، اما به عنوان یک ابزار تبلیغی و برای انتشار در میان مسیحیان ارمنی «تا آنجا که شواهد باقی مانده نشان می‌دهد» تصور شده است.نثر آن ساده و در عین حال «غنی از نمادگرایی» است و تغییر دین و سفرهای آرمانی را توصیف می‌کند. استفاده او از «عناصر یونیریک» در کارش برای توصیف «سفر معنوی خود به اسلام» باعث شده است که تیبورسیو پیشنهاد کند که به روایات تغییر دینی که از محیط‌های دیگر سرچشمه می‌گیرد، دسترسی داشته است.این اثر همچنین شامل ارجاع «استاندارد» کتاب مقدس به پاراکلیت انجیل یوحنا است، نمونه ای از بحث‌های بین مذهبی که اغلب در روایات تغییر دین برای بیان «اثبات» برای اسلام از کتاب مقدس استفاده می‌شود.
اگرچه تواریخ فارسی، سفرنامه‌های اروپایی و مکاتبات بین مبلغان مسیحی نشان می‌دهد که بسیاری از مسیحیان در دوره صفویه به اسلام ایمان آورده‌اند، فقط مواردی را به تصویر می‌کشند که در آن نوکیشان یا مجبور به تغییر مذهب شده‌اند یا از روی راحتی این کار را انجام داده‌اند.‌چنین گزارش‌هایی عموماً بینشی در مورد دیدگاه‌های شخصی نوکیشان ارائه نمی‌دهند.به گفته تیبورسیو، اعتراف نامه «به عنوان نمونه نادری از شهادتی که از منظر یک مسلمان روایت شده و تبدیلی داوطلبانه را به تصویر می‌کشد».